# Палаццо (гостиница)
Палаццо (Premier Hotel Palazzo) — четырёхзвёздочный бизнес-отель, расположенный в центре Полтавы и входящий в сеть отелей Premier. Гостиница расположена в шестиэтажном здании. На 1-м этаже отеля находится ресторан «Палаццо». Открылся отель в 2004 году.

## История
Более ста лет назад на месте Палаццо были расположены другие отели и доходные здания, которые сдавали номера для гостей. В 1910 году на этом же участке домовладелец Брацлавский начал строить большой доходный дом с комнатами, снабжёнными мебелью и помещением казино.
Во время Великой Отечественной войны в 1943 году большая часть этих зданий сгорела, но три доходных дома возобновили свою деятельность после завершения войны.

## Обзор
Premier Hotel Palazzo расположен на пересечении двух центральных улиц Полтавы — Гоголя и Пушкина. Неподалёку от гостиницы находится Кафедральный собор, Музыкально-драматический театр, художественная галерея и огромное количество музеев, среди которых краеведческий, литературно-мемориальный, авиации и космонавтики, музеи-усадьбы известных писателей.
Экстерьер отеля напоминает классический европейский палаццо. У входа в отель стоят скульптуры Николая Гоголя и Александра Пушкина, изготовленные львовским скульптором Владимиром Цисариком. Также в отеле есть коллекция гобеленов, состоящая из 370 экземпляров. Расположены экземпляры тематично: «Ривьера», «Пастораль», «Замки Европы», «Городские пейзажи», «Натюрморты», «Пейзажи». Елена Шулика, владелец отеля, начала собирать коллекцию в 1999 году. Гобелены привозятся с путешествий по всему миру.
Номера
В отеле присутствуют номера классификации «Классический», «Премьер», «Делюкс» и «Делюкс панорамный», «Люкс Пушкин». В номерах имеется сейф, мини-бар, наборы для чая и кофе и беспроводной доступ к интернету. Также во всём отеле предоставляется бесплатный Wi-Fi.
В отеле есть конференц-зал вместительностью до 50 человек и комната переговоров вместительностью до 10 чел. для проведения различных мероприятий как для местных гостей, так и для туристов.
Ресторан
На верхнем этаже отеля есть библиотека, в которой собраны произведения классической литературы, а на первом расположен одноимённый ресторан. В меню ресторана присутствуют европейская  кухня и традиционные украинские и местные блюда. На завтрак предлагается шведский стол, а на обед и ужин предлагается полтавская кухня.
Другие услуги
Отель также предоставляет экскурсии по городу и области. На территории отеля работает фитнес-центр, тренажерный зал и бесплатная парковка. К тому же, гости отеля могут заказать массажные процедуры.

## Награды
В 2013 году отель был награждён золотым знаком отличия командой проекта «Ревизор».
22 августа 2019 года отель получил награду «Лидер года 2018» в номинации «Туризм» от Национального бизнес-рейтинга.
В 2020 году отель стал победителем престижной премии International Hospitality Awards в номинации Best Small City Hotel (лучший отель небольшого города). 
Пользователи сервиса Booking.com дали отелю Premier Hotel Palazzo оценку 9,4 из 10. Также отель имеет сертификат качества от TripAdvisor.